# Innisbrook Women's Open 2014
L'Innisbrook Women's Open 2014 è stato un torneo di tennis facente parte della categoria ITF Women's Circuit nell'ambito dell'ITF Women's Circuit 2014. Il torneo si è giocato a Innisbrook in USA dal 17 al 23 marzo 2014 su campi in terra verde e aveva un montepremi di $25,000.

## Vincitrici

### Singolare
Grace Min ha battuto in finale  Nicole Gibbs con il punteggio di 7–5, 6–0

### Doppio
Gioia Barbieri /  Julia Cohen hanno battuto in finale  Allie Kiick /  Sachia Vickery con il punteggio di 7–6(7–5), 6–0